# 야사카 신사
야사카 신사(일본어: 八坂神社, やさかじんじゃ 야사카진쟈[*])는 교토부 교토시 히가시야마구에 위치한 신사이다.

## 신사 이름에 대해
원래의 제신인 고즈텐노(牛頭天王)의 기온쇼오자(祇園精舎)의 수호신(守護神) 인것으로 알려졌다는 점에서 원래 기온쇼오자(祇園神社), 기온샤(祇園社), 기온칸신인(祇園感神院)등으로 불리던 것이 게이오 4년 메이지 원년(1868년)의 신불 분리령에 의해 야사카 신사로 개선되었다.

## 개요
쿄오토 본치(京都盆地) 동부, 시조오 도오리(四条通) 동쪽 막다른 곳에 위치한다. 경내 동쪽에는 시다레앵에서 유명한 마루야마 공원이 인접해 있어 현지의 수호신(출생지)로서의 신앙을 모으면 함께 관광지로 많은 사람들이 찾아온다. 설날 정초의 3일 간의 첫 참배의 참배자 수는 약 100만명으로 교토 부 내에서는 후시미 이나리 타이샤에 이어 2위다. 또 동서 남북 사방에서 사람의 출입이 가능해 다락문이 닫히게 되지 않는 후시미 이나리 타이샤와 같이 야간에도 참배하는 것이 가능(방범을 위해 감시 카메라 설치. 또 야간에도 유인의 경비는 열리고 있다).

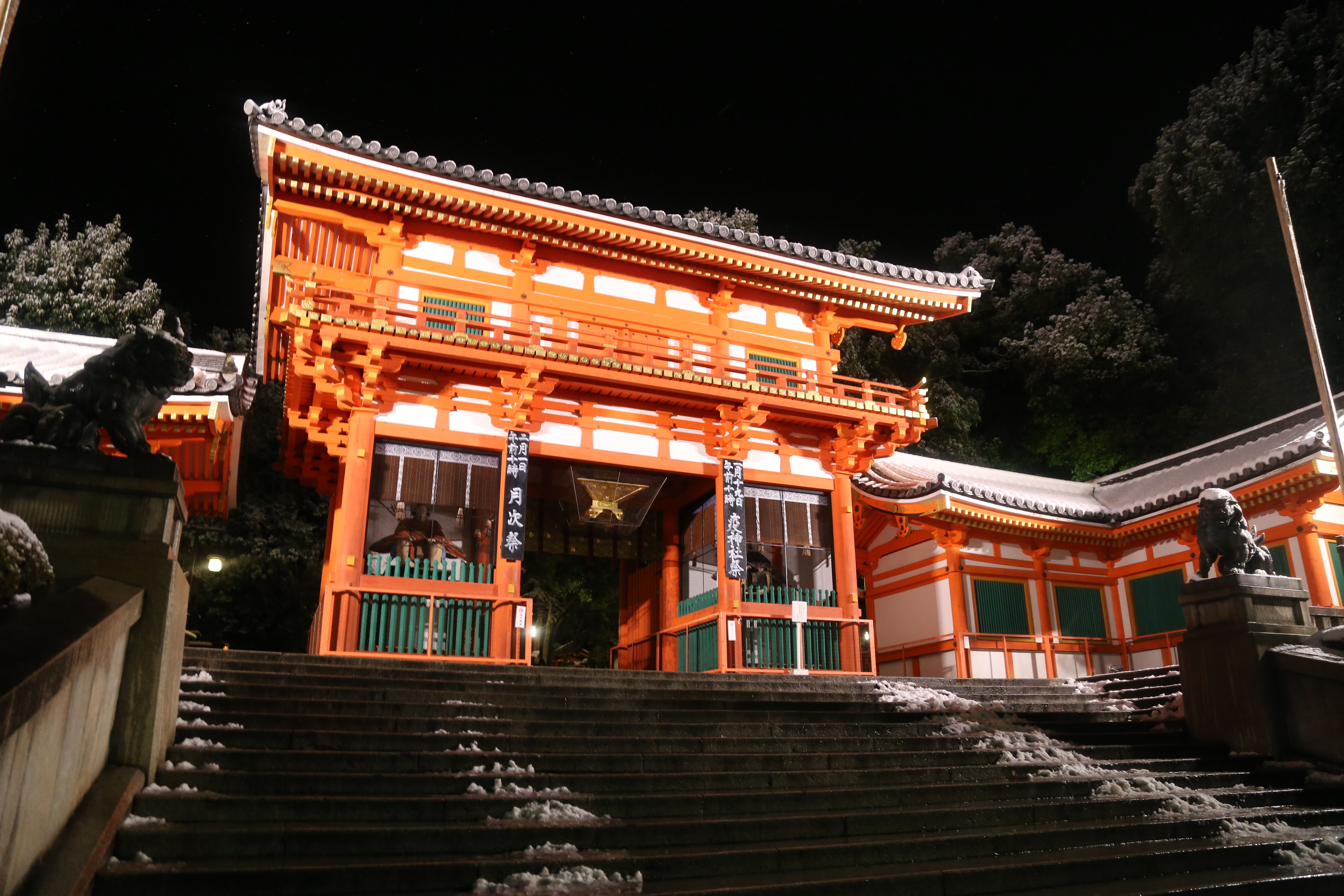
밤의 야사카 신사

## 제신
현재의 제신은 다음과 같다.
주요제신
- 스사노오노미코토(素戔嗚尊)
- 구시나다히메노미코토(櫛稲田姫命)
- 야하시라노미코가미(八柱御子神)

## 역사
사서에 의하면 고교쿠 천황(斉明天皇) 2년(656년), 고구려에서 일본을 방문한 조진부사(調進副使)·이리지사주(伊利之使主) 등이 창건한 것으로 알려졌다.
- 이리지: 일본서기(日本書紀) 고구려국인(고구려왕족). 제명(齊明) 2년(656년, 고구려 보장왕 15년) 고려국 부사(副使)로 일본에 감.

## 같이 보기
- 기온 (교토시)
- 기온마쓰리
- 나가야마 노리오
- 이십이사 (二十二社)